# Креста Ран
Креста Ран (англ. Cresta Run) — естественная ледяная гоночная трасса для скелетона и тобоггана, построенная в 1884 году и расположенная между швейцарскими городами Санкт-Мориц и Челерина. Является одной из немногих в мире, полностью посвященных скелетону.
Трасса была построена недалеко от деревни Креста комитетом по наружным развлечениям отеля Кульм и жителями Санкт-Морица. Членами комитета были майор Уильям Генри Буллпет (впоследствии основатель Клуба Тобоггана Санкт-Морица (SMTC)), Джордж Робертсон, Чарльз Дигби Джонс (Робертсон и Дигби Джонс проектировали предлагаемую трассу), К. Меткалф и Дж. Биддулф. Партнёрство между SMTC, основанным в 1887 году, и жителями Санкт-Морица продолжался и по сей день.

## История

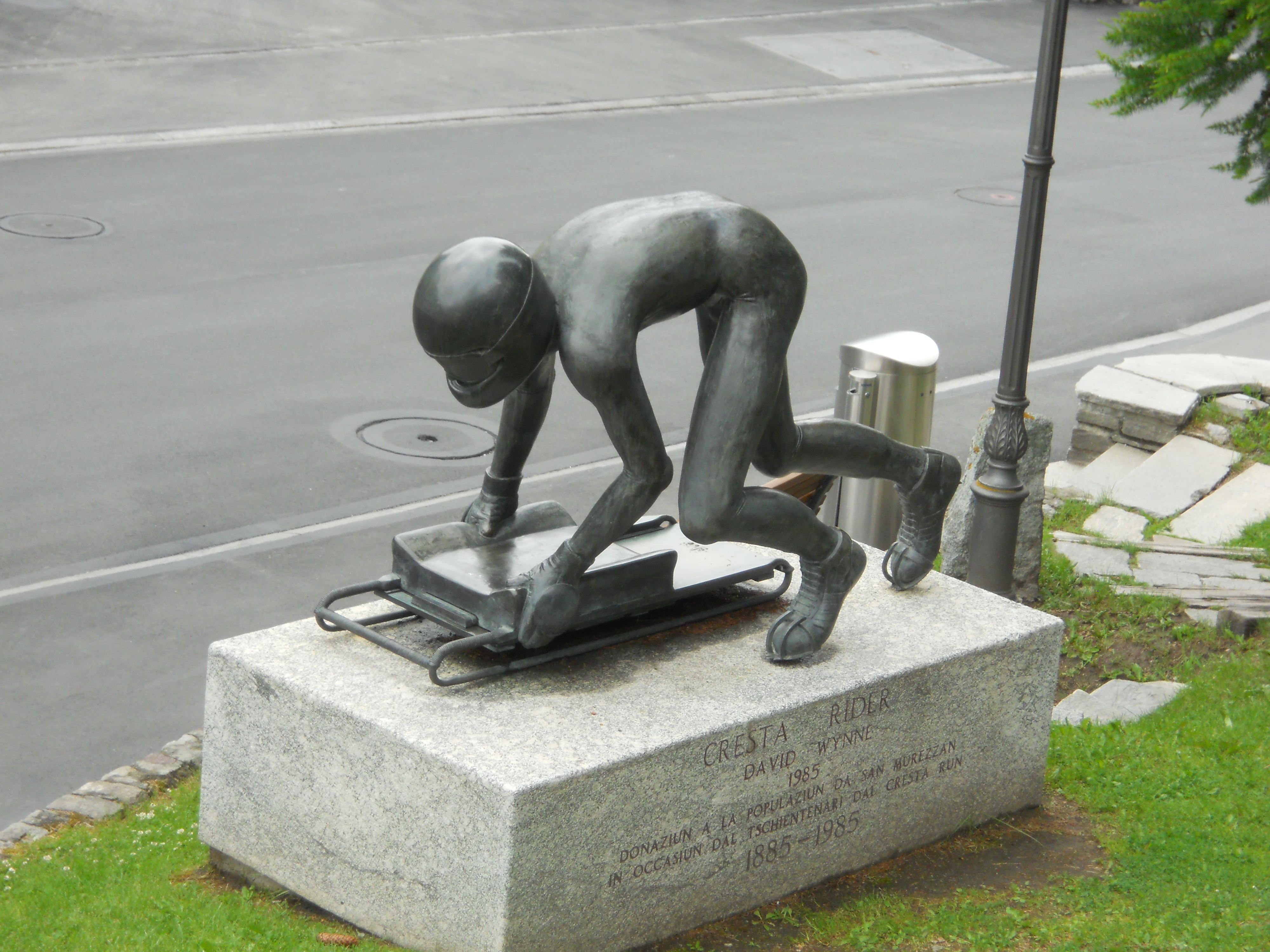
Скульптура в честь 100-летия трассы

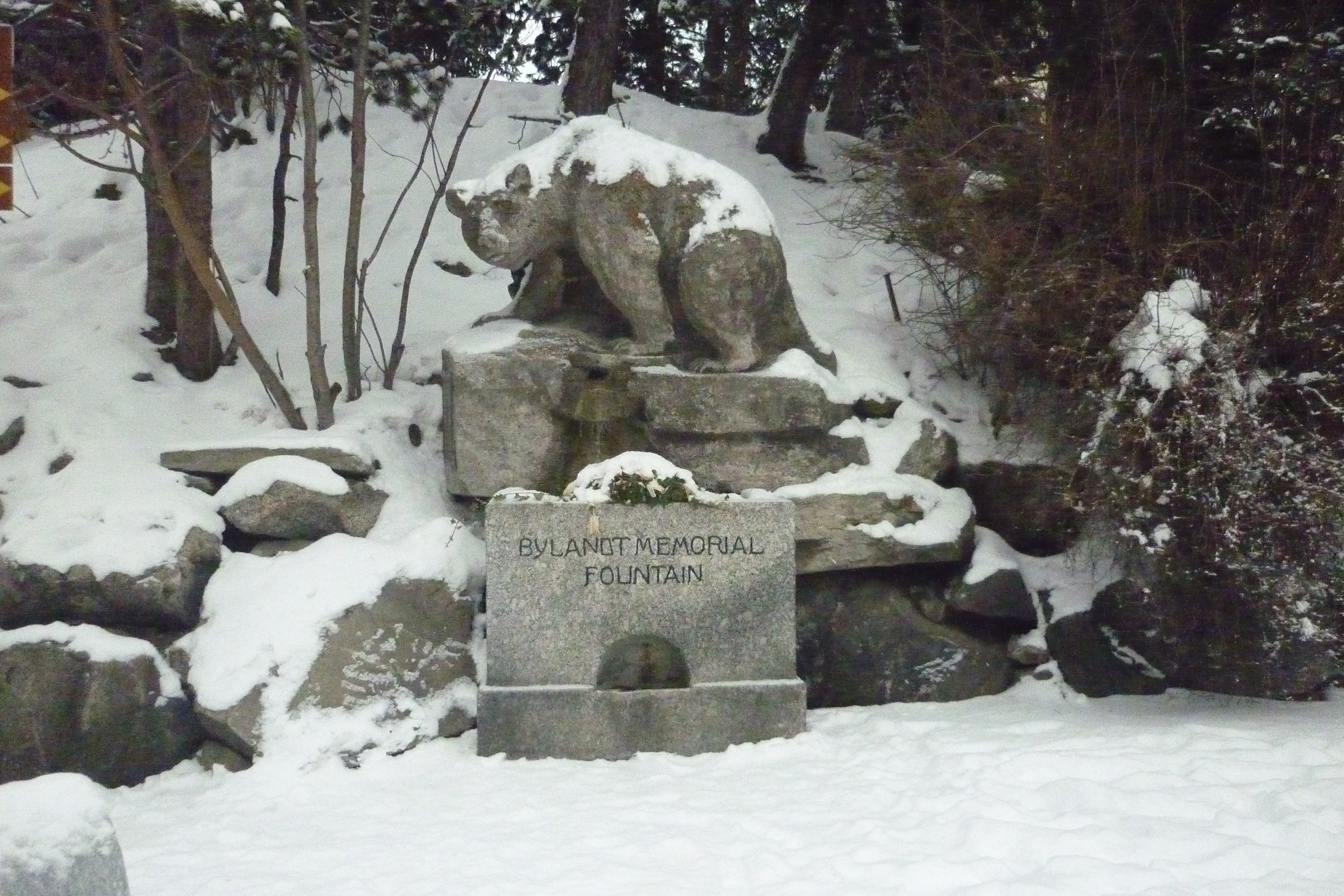
Мемориал ван Биландта

Cresta Run и SMTC были основаны любителями катания на санях (англ. sledding, в английском языке для этого используется слово tobogganing), которые вместо спуска лёжа на спине стали спускаться лёжа на груди головой вперёд, что повлияло на увеличение скорости.
Оба развивающиеся виды спорта были естественным продолжением изобретения управляемых саней в начале 1870-х годов британскими посетителями отеля Кульм (Kulm) в Санкт-Морице. Эти первоначальные грубые санки были разработаны почти случайно скучающими зажиточными господами, которые стали проводить очные соревнования на улицах и закоулках извилистого горного города Санкт-Мориц рискуя столкновениями друг с другом и пешеходам. Это дало толчок к желанию управлять санями и вскоре полозья и неуклюжий механизм эволюционировали позволив устраивать спуски только на более длинных извилистых улицах 1870-х годов, а также позволило увеличить скорость при более длительных прогонах. Настроения местных жителей варьировались, но в конце концов количество жалоб стало увеличиваться и владелец отеля Кульм Каспер Бадрутт построил первый естественный ледяной трек для своих гостей. Он упорно трудился, чтобы популяризировать зимний отдых на горном курорте, не хотят терять скучающих клиентов и работников которые могли пострадать от саночных гонок на улицах.
Первая гонка на классической трассе была проведена зимой 1884—1885 года группой британских зимних туристов под руководством майора Уильяма Генри Буллетта. В первые годы соревнований по катанию на санях участники в большинстве случаях располагались на санях лёжа на спине. Но изобретение в 1887 году гнутых полозьев (Flexible Flyer), известное как же как «the America», побудило мистера Корнишу использовать расположение на санях головой вниз на турнире Grand National в том же 1887 году. Он финишировал четырнадцатым из-за некоторой неустойчивости санок, но установил тренд, а на Grand National в 1890 году все участники соревновались располагаясь головой вниз. В первое время этот стиль был известен как гоночный «Cresta».
Первоначально участие было открыто и для женщин, которое впоследствии было запрещено и не отменено до сих пор.
Спуски на скелетоне более опасны, чем на бобах. У скелетониста мало защиты, которая представлена только шлемом и налокотниками. Ежегодно производится около 12000 спусков после которых за помощью в больницу обращается 1000 участников.
С 1885 года на трассе погибло четыре участника. Первые два несчастных случая со смертельным исходом произошли в 1907 году. 19 января погиб капитан Генри Синглтон Пеннелл VC (1874—1907), а 18 февраля разбился голландец Жюль Грааф ван Биландт (1863—1907). В память ван Биландте его друзья установили памятник, который был недавно восстановлен.. Последний несчастный случай произошёл в 1974 году.
На зимних Олимпийских играх 1928 года состоялся дебют соревнований по скелетону в программе Игр. Для их проведения трасса была расширена. Стартовая позиция была поднята выше и получила название «Top», которая с тех пор используется на национальных и международных соревнованиях. Большинство участников представляли Швейцарию и Великобританию. Во время зимних Олимпийских игр 1948 года трасса снова принимала соревнования скелетону, которые во второй раз вошли в программу Игр. После этого скелетон покинул олимпийскую программу плоть до 2002 года.

## Трасса

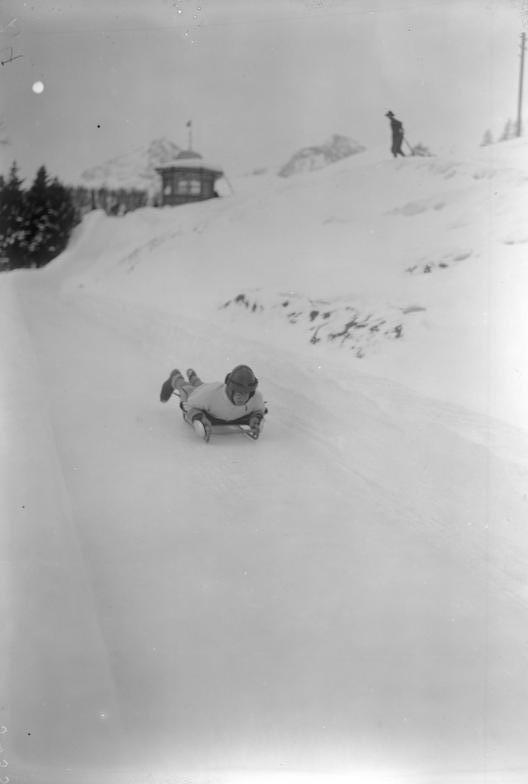
Олимпийские игры 1928 года

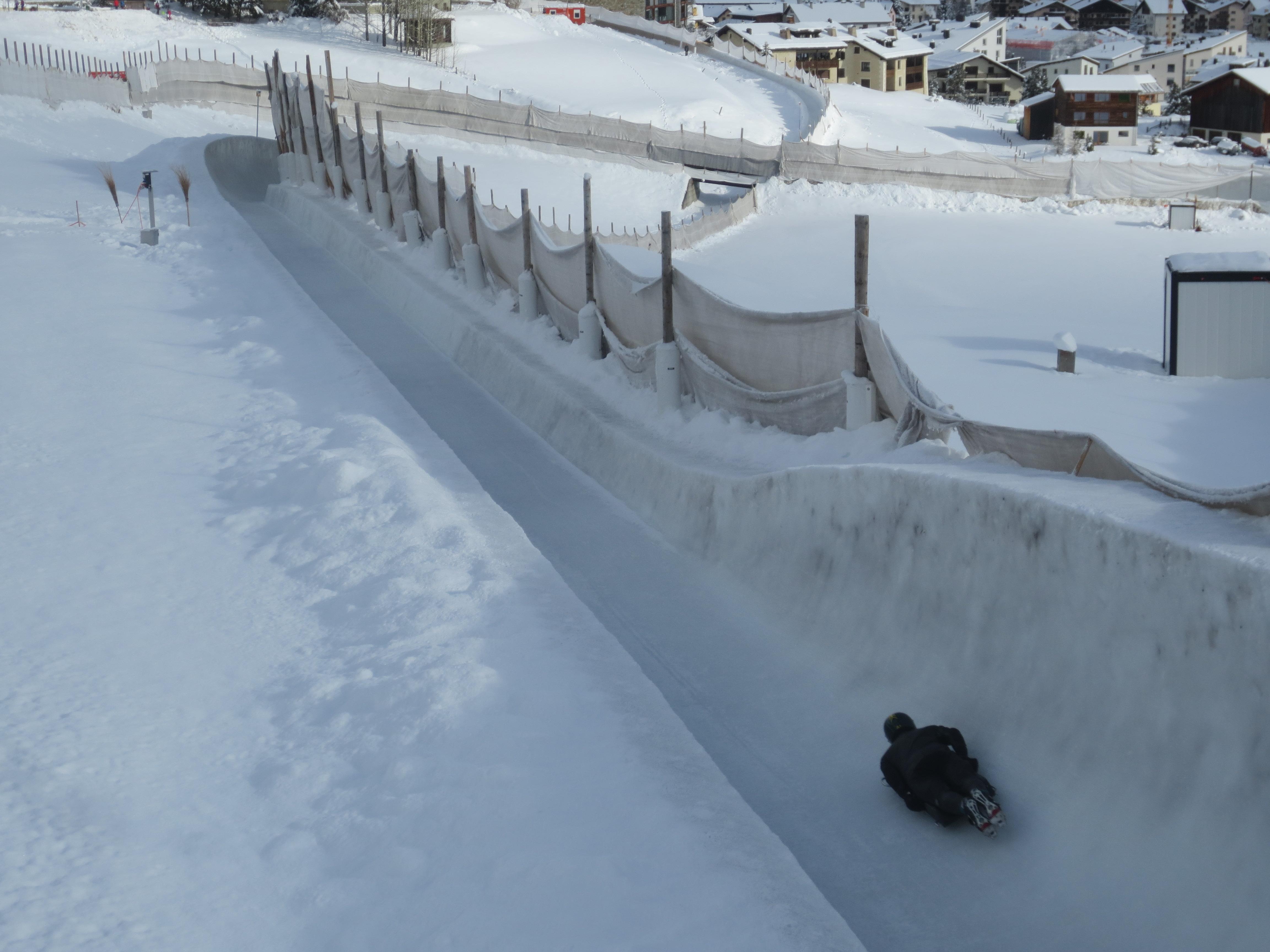
Современный вид трассы, января 2015

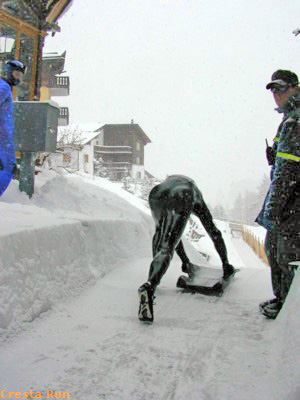
Стартовая позиция «top»

Стартовый городок (вверху) расположена под остатками церкви XII века, снесённой в 1890 году, известной как «Пизанская башня». Общее перепад высот составляет 157 м, а градиент варьируется на протяжении всей трассы и имеет следующие значения по её ходу: 2,8 — 1 — 8,7 — 1. Длина трассы — 12125 м.
Трасса проходит между Санкт-Морицем и Челериной, но остаётся в отличие от Олимпийской бобслейной трассы ближе к линии падения.
Современная трасса Cresta не используется бобслистами, в отличие от первоначальной саночной трассы, созданной гостиничным персоналом Каспара Бадрутта для его гостей. Большинство из виражей трассы расположено в контуре крутого оврага, и оно создается заново каждую зиму, используя скалистый овраг и земляные обрывы в качестве опоры для нанесения снежного покрова. Он принадлежит и управляется полностью мужским клубом, созданным в 1885 году британскими военными офицерами с официальным названием Клуб Тобоггана Санкт-Мориц (St. Moritz Tobogganing Club, сокращённо SMTC), но, как правило, чаще всего упоминается как «The Cresta Run».
Трасса имеет две стартовые позиции, известные в типичном британском преуменьшении как «верх» (top) и «соединение» (junction) соответственно; и две части или банки известные как «верхние» (upper) и «нижние» (lower) или как эквивалент «дно» (bottom). Стартовая точка «junction» находится рядом с клубом SMTC примерно на трети дистанции от стартовой точки «top». Аналогично, выход с трассы просто называется финишем (finish) и учитывая типичную среднюю скорость более 50 км/ч, опытный гонщик при старте с верху может развить на финише скорость более 130 км/ч.
На трассе расположено 10 виражей, самый известный (скорее печальный) из которых называется «Волан» («Shuttlecock»). Поскольку профиль дорожки здесь более широкий в виде буквы «U» с открытым верхом (без козырька), сани могут вылететь за пределы трассы. Вышеупомянутая кривая служит предохранительным клапаном для слишком быстрых спортсменов не контролирующих свой спуск, так чтобы они не достигли нижней, более опасной части трассы. Зона вылета уложена тюками соломы. Спортсмены, которые не проходят эту зону автоматически принимаются в «Клуб волан».
По сей день основным языком как на трассе так и в различных её обозначениях является английский.

## Клуб
Основная цель 1300-членского клуба, основанного в 1887 году, — «… проводить гонки и практику в Cresta Run и поощрять катание на санях в целом». Хотя он не снобистский, клуб Cresta включает состоятельных господ и полностью любителей. В мире есть еще много санных и бобслейных трасс, но только одна Cresta посвящена первому катанию на санях. Клуб утверждает, что в большинстве других видов спорта на санях преобладают профессионалы, и это один из последних бастионов истинного любительского спорта.
Как и многие социальные клубы, члены избираются из списка квалификаторов, называемого дополнительным списком. Клуб открыт для всех, кто соответствует трём критериям для составления этого списка, и не обязательно должен быть англичанином. В нём много комедийных обрядов, таких как «Фейерверк» («Firework»), «Клуб воланчиков» («Shuttlecock Club») и специальный напиток «Буллшот» («Bullshot»). Изюминкой клуба «Волан» является ежегодный ужин «Волан». Ужин организовывает президент «Волана». Известными президентами были Константин фон Лихтенштейн, Джанни Агнелли, Гюнтер Сакс, сэр Дадли Кунлифф-Оуэн, Рольф Сакс, лорд Далмени, Граф Лука Марензи, Марк М. К. Фишер, лорд Роттсли и Свен-Лей. Клуб спонсирует более тридцати гонок в сезоне, которые обычно начинают проводиться незадолго до Рождества и заканчиваются в конце февраля. Главной из них является Grand National. Трек открывается, как только это становится возможным и остается открытым в зависимости от погоды, как и все объекты из натурального льда или снега.
Голландские члены Клуба Тобоггана Санкт-Мориц объединены в компанию «The Cloggies», которая ежегодно собирается в лондонском Кавалерийском и гвардейском клубе.
Исключение женщин из клуба, которое по-прежнему соблюдается, датируется концом 1920-х годов и было установлено из-за травм женщин-гонщиков и убеждений, хотя никогда не доказанных, что чрезмерное катание на санках вызвало рак молочной железы. Официальный запрет был введён в 1929 году, хотя женщинам было запрещено участвовать в соревнованиях несколькими годами ранее.

## Известные участники
Некоторыми особенно хорошими гонщиками прошлого были Нино Биббия (Италия); любители и джентльмены Джорджо Джегер и Джек Хитон (оба США); Билли Фиске (США, первый американский пилот убитый во Второй мировой войне в качестве добровольца в «Миллионерской эскадрилье» / «Millionaire Squadron»). В 1955 году тогдашний 71-летний лорд Брабазон выиграл Cresta Run Coronation Cup со средней скоростью 71 км/ч.
Среди лучших гонщиков за последние годы: швейцарец Франко Гансер — 8-кратный победитель Grand National; лорд Роттсли — занял четвёртое место на Олимпийских зимних играх 2002 года и является нынешним рекордсменом трассы с результатом 49,92 секунд установленным 1 февраля 2015 года (предыдущий рекорд был установлен Джеймсом Санли 16 лет назад и составлял 50,09 секунд.); Магнусо Эгер — нынешним рекордсмен при старте с Junction (40,94 секунды). Марсель Мелчер был самым молодым победителем (19 лет в 1979 году) Grand National.
Командир эскадрильи Энди Грин — капитан команды RAF в Cresta Run. Грин — это признанный пилот наземных скоростных автомобилей, обладатель текущего рекорда скорости по земле, которую он достиг на Thrust SSC. Он также будет пилотировать на 1000-мильном-в-час автомобиле Bloodhound SSC.
Также сообщалось, что у барона Раунчи был самый медленный спуск со стартом в junction, продолжительность которой составила 380 секунд.

## Женщины в Креста Ран
Хотя действующие правила запрещают участие женщинам-гонщикам, это было не всегда так. Например, T A Cook отмечает, что в 1895 году, различные эксперименты были сделаны женщинами на Cresta Run во время испытаний различных позиций на разных моделях тобогганов; хотя в то время женщинам-гонщикам было предложено использовать только нижнюю часть трассы.
В конце сезона проводится Женский турнир, в котором женщины участвуют только по приглашению.